# 307年
| 千纪： | 1千纪                                                                                           |
| 世纪： | 3世纪 \| 4世纪 \| 5世纪                                                                         |
| 年代： | 270年代 \| 280年代 \| 290年代 \| 300年代 \| 310年代 \| 320年代 \| 330年代                       |
| 年份： | 302年 \| 303年 \| 304年 \| 305年 \| 306年 \| 307年 \| 308年 \| 309年 \| 310年 \| 311年 \| 312年 |
| 纪年： | 丁卯年（兔年）；西晋永嘉元年；成汉晏平二年；前赵元熙四年                                        |

## 大事记
- 中國
  - 河間王司馬越毒死晉惠帝，擁立司馬炎的第二十五子司馬熾即位，是為晉懷帝。
  - 劉淵派兵進攻新任并州刺史劉琨。但劉琨擊敗漢軍，漢軍向并州北部擴張的計劃因而受阻。
  - 三月，石勒和汲桑再次起義。五月，攻佔鄴城，殺死新蔡王司馬騰。八月，在東武陽被兗州刺史苟晞打敗，汲桑於十二月（次年1月11日）被殺，石勒投靠漢王劉淵。
  - 九月，司馬睿聽從王導的建議，移鎮建鄴。
  - 成漢皇帝李雄派李離、李國、李雲等率領二萬徒眾攻入漢中，梁州刺史張殷逃奔到長安。李國等人攻陷南鄭，將漢中人全部遷到蜀地。
- 歐洲
  - 羅馬帝國東部奧古斯都伽列里烏斯因自己所指派的西部奧古斯都於306年被羅馬人民擁立的馬克森提烏斯打敗一事進軍羅馬，卻無法佔領，只好撤退。
  - 圣才禄一世成为罗马主教。

## 逝世
- 晉惠帝，西晉皇帝。
- 塞維魯二世，羅馬帝國西部奧古斯都，305年至306年在位。